# قائمة المجددين في الإسلام وفق آراء العلماء
نشأ مصطلح التجديد في الإسلام من حديث النبي: «إِنَّ اللَّهَ يَبْعَثُ لِهَذِهِ الْأُمَّةِ عَلَى رَأْسِ كُلِّ مِائَةِ سَنَةٍ مَنْ يُجَدِّدُ لَهَا دِينَهَا.»، ويقصد بتجديد الدين إعادته إلى ما كان عليه في أول عهده، ويعني هذا أن الدين قد كان تاماً ومكتملاً، ثم أخذ يعتريه النقص وذهب أكثره، فأعاده هؤلاء المجددون إلى قريب من حالته في عهد السلف الأول. وأيضاً ذكر بعض العلماء بأن التجديد إحياء العلم فقط، وهو إظهارها وإفشاؤها. وقد جاءت بعض روايات أحمد بن حنبل لحديث التجديد بلفظ «تعليم الدين».
تعددت آراء العلماء عن التجديد في كتب الحديث وشروحها وكتب الطبقات والتراجم، وقد أراد ابن حجر العسقلاني (773 هـ - 852 هـ) أن يفرد الموضوع هذا بالتأليف إلا أن هذا الكتاب مفقود، ولجلال الدين السيوطي (849 هـ - 911 هـ) كتاب بعنوان «التنبئة بمن يبعثه الله على رأس كل مائة». ولأن مصطلح التجديد نشأ عن الحديث النبوي المروي فإن كتب الحديث التي خرجت هذا الحديث تضمنت طائفة من الآراء حول التجديد، ومن تلك الكتب كتاب سنن أبي داود وشروحه، وكتاب جامع الأصول في أحاديث الرسول لابن الأثير الجزري (544 هـ - 606 هـ)، وكتاب الجامع الصغير للسيوطي، وكان المجال الثاني للعلماء في أبراز أفكارهم حول التجديد هو كتب التراجم والطبقات، ومنها كتاب تبيين كذب المفتري فيما نسب إلى الإمام أبي الحسن الأشعري لابن عساكر (499 هـ - 571 هـ)، وكتاب طبقات الشافعية الكبرى لتاج الدين السبكي (727 هـ - 771 هـ)، وكتاب ترجمة الشافعي لابن حجر العسقلاني (773 هـ - 852 هـ) وعنوانه «توالي التأسيس بمعالي ابن إدريس»، وتناول زين الدين العراقي (725 هـ - 806 هـ) هذا الموضوع في ترجمته لأبي حامد الغزالي في أول تخريجه لأحاديث كتاب «إحياء علوم الدين». وكانت بقية كتابات العلماء حول هذه القضية موجزة ولا تتجاوز أوراق قليلة، منها ما كتبه ابن كثير (701 هـ - 774 هـ) في عدة سطور، في كتابه «شمائل الرسول ودلائل النبوة».
بدأ اهتمام العلماء المسلمين بمسألة التجديد منذ زمن مبكر وتذكر المصادر أن ابن شهاب الزهري (28 هـ - 124 هـ) قد أبدى رأيه فيمن هو مجدد القرن الأول، وشاع هذا الرأي، ويعد من أوائل الذين أثاروا الاهتمام بهذا الأمر. وجاء بعده أحمد بن حنبل (164 هـ - 241 هـ)، الذي ذكر مجددي القرن الأول والثاني. وذُكر أيضاً في مختلف الكتب أن حديث التجديد هذا قد ذكر في مجلس الفقيه أبي العباس ابن سريج، في القرن الثالث الهجري، فقام أحد العلماء من الحاضرين، وأنشد بعض الأبيات تضمنت أسماء مجددي القرن الأول والثاني وهو على الثالث، وتكرر الأمر في مجلس الحاكم النيسابوري في القرن الرابع الهجري، حيث تم ذكره في قصيدة عُد فيها مجدداً على رأس المائة الرابعة. ونظم السبكي في كتابه طبقات الشافعية قصيدة من عشرين بيت فيها أسماء المجددين. وألف السيوطي أرجوزة من ثمانية وعشرين بيتاً أسماها «تحفة المهتدين بأخبار المجددين».

## المجدد
اختلف العلماء المسلمون في تحديد من هو المجدد في كل قرن، وقال ابن كثير: «وقد ادعى كل قوم في إمامهم، أنه المراد بهذا الحديث، والظاهر، واللَّه أعلم، أنه يعم حملة العلم من كل طائفة، وكل صنف من أصناف العلماء، من مفسرين، ومحدثين، وفقهاء، ونحاة، ولغويين، إلى غير ذلك من الأصناف.» وعندما ذكر أحمد بن حنبل جازماً أن المجددين في المائتين الأولتين هما عمر بن عبد العزيز والشافعي، تجاسر العلماء من بعده إلى إضفاء صفة المجدد على من رأوه أهلاً لذلك. ويذكر بسطامي محمد سعيد أنه يجب تحديد ضوابط ومقاييس لمعرفة المجدد، حتى لا يطلق على كل أحد القول أنه مجدد، بسبب تأليف عبد المتعال الصعيدي كتاب «المجددون في الإسلام»، وحسب رأي بسطامي فقد عد الصعيدي أسماء كثيرة لا ترقى إلى رتبة المجدد.

### شروط المجدد
- نبوغه وتفوقه العلمي، وأن يكون ذا قدم راسخه في العلوم، وليس كثرة هذه العلوم فقط أنما يكون قادراً على نقدها وتصحيحها. وبجانب أن يكون المجدد عالماً فقد ضم بعض العلماء أن يكون المجدد مجتهداً.
- ولا بد أن يضطلع بعمل من الأعمال التي تدخل تحت التجديد، ومن أهم ما في ذلك أن يقوم بتجلية الإسلام مما به من الانحرافات والشوائب الدخيلة على مفاهيمه الأصيلة، وإعادته إلى الكتاب والسنة، ببث الآراء وإفشاء العلم بالتدريس وتأليف الكتب في المجال الفكري، وفي المجال العملي بإصلاح سلوك الناس وتقويم أخلاقهم. وذكر العلماء أيضاً أن يكون المجدد «ناصراً للسُّنَّة قامعاً للبدعة» حسب تعبير بعض العلماء.
- وأيضاً أن يعم علمه ونفعه أهل عصره، وأن تكون مؤلفاته وآثاره مشهورة، وأت تكون جهوده الإصلاحية ذات تأثير، ومن المعايير لمعرفة تأثير المجدد ما يتركه خلفه من أصحاب وتلاميذ ينشرون آراءه، ويوسعون دائرة الانتفاع بمصنفاته وأعماله الإصلاحية، وأن لا ينتهي أثره بنهاية حياته. وجمع السيوطي آراء العلماء في أرجوزته حول شروط المجدد:[5]

### تعدد المجددين في القرن
مع الاختلاف حول أسماء المجددين يرى فريق من العلماء أن المجدد لكل قرن واحد لا يتعدد، وإن كان هناك اختلاف في تعيينه، وقد نسب السيوطي هذا الرأي للجمهور في منظومته عن المجددين. وقد قوَّى السيوطي رواية أن يكون المجدد من آل النبي وأنه فرد لا يتعدد، ولم تكن كل الأسماء التي قدمها من البيت النبوي، في المنظومة التي ذكر فيها هذا الرأي، ما عدا القرنين الأولين، ودفع ذلك السبكي أن يحصر جميع أسماء المجددين للقرون بعد الثاني، في أتباع المذهب الشافعي إلا أنه لا يوجد أحد تابعه على هذا الرأي.
وكان الرأي الآخر في تعدد المجددين هو الذي ذهب إلى أن المجدد في العصر الواحد يمكن أن يكون أكثر من واحد وقد تبنى هذا الاتجاه ابن الأثير الجزري وشمس الدين الذهبي، وابن كثير الدمشقي، وابن حجر العسقلاني.
وكان رأي ابن الأثير أن انتفاع الأمة بالفقهاء وإن كان نفعاً في أمور الدين، فإن انتفاعهم بغيرهم أيضاً كثير، مثل وظيفة أولي الأمر في حفظ الدين وبث العدل، ونفع أصحاب الحديث في ضبط الأحاديث حيث أنها أدلة الشرع، والقراء ينفعون بحفظ القراءات وضبط الروايات، والزهاد أصحاب الطبقات والوعاظ كذلك. وقد رأى أن الجميع يكمل الآخر. وقد عد ابن الأثير الجزري بعض الإمامية في قائمته، إلا أن محمد شمس الحق العظيم آبادي أنكر على ابن الأثير هذا.
عدد محمد رشيد رضا مجموعة من الأعلام كان تجديدهم محصوراً في قطر أو شعب، ومجددون آخرون في الحرب، وعدة مجالات أخرى.(أ) وعدد سامح كريم أيضاً مجموعة كبيرة من الأعلام في كتابه موسوعة أعلام المجددين في الإسلام.

## قائمة المجددين
يظهر الجدول في الأسفل قائمة من الأعلام المسلمين الذين تم عدهم كمجددين حسب الترتيب الزمني للقرون الهجرية. يتم ذكر اسم المجدد في العمود أولاً، ثم تاريخ ولادته ووفاته، وفي عمود «الملاحظات»، يذكر من عده كمجدد وبأي صفه (فقيه، ولي أمر أو حاكم، زاهد، محدث، قارئ) وعلى رأس أي قرن (عندما لا يتم ذكر القرن فهذا يعني أن المصدر الذي عده كمجدد لم يذكر ذلك).
أُخذت أسماء المجددين الموجودون في القائمة من عدد من المصادر، أولها القائمة التي عدها ابن الأثير الجزري في كتابه جامع الأصول، ومن كتاب التنبئة بمن يبعثه الله على رأس كل مائة لجلال الدين السيوطي، ومن ضمن متفرقات في كتاب سير أعلام النبلاء للذهبي، ومن كتاب عون المعبود على سنن أبي داود لمحمد شمس الحق العظيم آبادي، ومن «كتاب الفكر السامي في تاريخ الفقه الإسلامي» لمحمد بن الحسن الحجوي الثعالبي حيث عدد الحجوي بعض ممن يراهم كمجددين ونقل عن بعض العلماء أيضاً، والذين عدهم ونقلهم محمد بن فضل الله المحبي في كتابه «خلاصة الأثر في أعيان القرن الحادي عشر» عن بعض العلماء، والثلاثة الذين عدهم محمد رشيد رضا في تفسير المنار. وتم عد بقية الأسماء نقلاً عن بعض الكتب الأخرى.

### جدول المجددين
| اسم المجدد | حياته                             | ملاحظات | مراجع                                   |
| --- | --------------------------------- | --- | --------------------------------------- |
| مجددو القرن الأول |                                   | |                                         |
| عمر بن عبد العزيز | (61 هـ - 101 هـ)                  | يُجمع كل العلماء والمؤرخين إجماعاً تاماً أنه المجدد الأول، من أولي الأمر. | [ 10 ] [ 11 ] [ 12 ]                    |
| الحسن البصري | (21 هـ - 110 هـ)                  | عدَّهُ الذهبي وابن الأثير الجزري ومحمد شمس الحق العظيم آبادي أحد المجددين على رأس المائة الأولى بصفته أحد فقهاء البصرة.                                                                 | [ 8 ] [ 11 ] [ 12 ]                     |
| ابن شهاب الزهري | (28 هـ - 124 هـ)                  | عدَّهُ ابن الأثير الجزري ومحمد شمس الحق العظيم آبادي أحد المجددين على رأس المائة الأولى بصفته أحد المحدثين.                                                                             | [ 8 ] [ 11 ]                            |
| القاسم بن محمد | (36 هـ أو38 هـ - 106 هـ أو108 هـ) | عدَّهُ ابن الأثير الجزري والذهبي ومحمد شمس الحق العظيم آبادي أحد المجددين على رأس المائة الأولى بصفته أحد فقهاء المدينة المنورة.                                                        | [ 8 ] [ 11 ] [ 12 ]                     |
| سالم بن عبد الله | (توفي في سنة 106 هـ)              | عدَّهُ ابن الأثير الجزري ومحمد شمس الحق العظيم آبادي أحد المجددين على رأس المائة الأولى بصفته أحد فقهاء المدينة المنورة.                                                                | [ 8 ] [ 11 ]                            |
| محمد بن سيرين | (33 هـ - 110 هـ)                  | عدَّهُ ابن الأثير الجزري والذهبي ومحمد شمس الحق العظيم آبادي أحد المجددين على رأس المائة الأولى بصفته أحد فقهاء البصرة.                                                                 | [ 8 ] [ 11 ] [ 12 ]                     |
| محمد الباقر | (56 هـ - 114 هـ)                  | عدَّهُ ابن الأثير الجزري ومحمد شمس الحق العظيم آبادي أحد المجددين على رأس المائة الأولى بصفته أحد فقهاء المدينة المنورة.                                                                | [ 8 ] [ 11 ]                            |
| أبو قلابة | (توفي في سنة 106 هـ أو107 هـ)     | عدَّهُ محمد شمس الدين الذهبي أحد المجددين على رأس المائة الأولى بصفته أحد المحدثين. | [ 12 ]                                  |
| مجاهد بن جبر | (21 هـ - 104 هـ)                  | عدَّهُ ابن الأثير الجزري أحد المجددين على رأس المائة الأولى بصفته أحد فقهاء مكة المكرمة.                                                                                                | [ 11 ]                                  |
| عكرمة | (توفي في سنة 105 هـ)              | عدَّهُ ابن الأثير الجزري أحد المجددين على رأس المائة الأولى بصفته أحد فقهاء مكة المكرمة.                                                                                                | [ 11 ]                                  |
| عطاء بن أبي رباح | (توفي في سنة 115 هـ)              | عدَّهُ ابن الأثير الجزري أحد المجددين على رأس المائة الأولى بصفته أحد فقهاء مكة المكرمة.                                                                                                | [ 11 ]                                  |
| طاووس بن كيسان | (توفي في سنة 106 هـ)              | عدَّهُ ابن الأثير الجزري أحد المجددين على رأس المائة الأولى بصفته أحد فقهاء اليمن. | [ 11 ]                                  |
| مكحول | (توفي في سنة 112 هـ)              | عدَّهُ ابن الأثير الجزري أحد المجددين على رأس المائة الأولى بصفته أحد فقهاء الشام. | [ 11 ]                                  |
| عامر الشعبي | (21 هـ - 100 هـ)                  | عدَّهُ ابن الأثير الجزري أحد المجددين على رأس المائة الأولى بصفته أحد فقهاء الكوفة. | [ 11 ]                                  |
| ابن كثير | (45 هـ - 120 هـ)                  | عدَّهُ ابن الأثير الجزري أحد المجددين على رأس المائة الأولى بصفته أحد القٌرَّاء. | [ 11 ]                                  |
| أبو بكر الصديق | (توفي في سنة 13 هـ)               | عدَّهُ محمد الطاهر بن عاشور مجدد القرن الأول، وكان تجديده بمنع الردة وحفظ قوة الإسلام والمسلمين، ثم فتح باب توسيع رقعته بما بدأ في عهده من فتوحات.                                      | [ 13 ]                                  |
| مجددو القرن الثاني |                                   | |                                         |
| عد أبو الأعلى المودودي جميع الأئمة الأربعة: أبو حنيفة النعمان ومالك بن أنس ومحمد بن إدريس الشافعي وأحمد بن حنبل، مجددين بداية من القرن الثاني الهجري إلى القرن الرابع الهجري، بوصفهم الأئمة الذين تنتمي إليهم مذاهب الفقه الأربعة في المسلمين. وقد عد محمد الطاهر بن عاشور مالك بن أنس مجدداً أيضاً. |                                   | |                                         |
| محمد بن إدريس الشافعي | (150 هـ - 204 هـ)                 | يُجمع كل العلماء والمؤرخين إجماعاً تاماً أنه المجدد الثاني بصفته أحد الفقهاء. | [ 8 ] [ 11 ] [ 12 ] [ 15 ]              |
| أحمد بن حنبل | (164 هـ - 241 هـ)                 | عده ابن الأثير الجزري من أحد المجددين الفقهاء وذكر أنه لم يكن مشهوراً في ذلك الوقت.                                                                                                   | [ 11 ] [ 16 ]                           |
| يحيى بن معين | (158 هـ - 233 هـ)                 | عده ابن الأثير الجزري والذهبي من المجددين على رأس المائة الثانية بصفته أحد المحدثين.                                                                                                 | [ 11 ] [ 12 ]                           |
| يزيد بن هارون | (118 هـ - 206 هـ)                 | عدَّهُ محمد شمس الدين الذهبي أحد المجددين على رأس المائة الثانية. | [ 12 ]                                  |
| أبو داود الطيالسي | (133 هـ - 204 هـ)                 | عدَّهُ محمد شمس الدين الذهبي أحد المجددين على رأس المائة الثانية. | [ 12 ]                                  |
| أشهب الفقيه | (140 هـ - 204 هـ)                 | عدَّهُ ابن الأثير الجزري ومحمد شمس الدين الذهبي أحد المجددين على رأس المائة الثانية بصفته أحد الفقهاء المالكيين.                                                                        | [ 11 ] [ 12 ]                           |
| المأمون | (170 هـ - 218 هـ)                 | عدَّهُ ابن الأثير الجزري أحد المجددين على رأس المائة الثانية بصفته أحد أُولي الأمر. | [ 11 ]                                  |
| الحسن بن زياد اللؤلؤي | (توفي في سنة 204 هـ)              | عدَّهُ ابن الأثير الجزري أحد المجددين على رأس المائة الثانية بصفته أحد الفقهاء الحنفيين.                                                                                                | [ 11 ]                                  |
| علي بن موسى الرضا | (148 هـ - 203 هـ)                 | عدَّهُ ابن الأثير الجزري أحد المجددين على رأس المائة الثانية بصفته أحد الفقهاء. | [ 11 ]                                  |
| يعقوب الحضرمي | (توفي في سنة 205 هـ)              | عدَّهُ ابن الأثير الجزري أحد المجددين على رأس المائة الثانية بصفته أحد القراء. | [ 11 ]                                  |
| معروف الكرخي | (توفي في سنة 200 هـ)              | عدَّهُ ابن الأثير الجزري أحد المجددين على رأس المائة الثانية بصفته أحد الزهاد. | [ 11 ]                                  |
| مجددو القرن الثالث |                                   | |                                         |
| النسائي | (215 هـ - 303 هـ)                 | عدَّهُ ابن الأثير الجزري والذهبي ومحمد شمس الحق العظيم آبادي أحد المجددين على رأس المائة الثالثة بصفته أحد المحدثين.                                                                    | [ 8 ] [ 11 ] [ 12 ]                     |
| ابن سريج | (توفي في سنة 303 هـ)              | يُجمع كل والمؤرخين أنه المجدد الثالث إلى جانب الأشعري بصفته أحد الفقهاء الشافعيين. | [ 11 ] [ 12 ] [ 17 ]                    |
| أبو الحسن الأشعري | (260 هـ - 324 هـ)                 | يُجمع كل والمؤرخين أنه المجدد الثالث إلى جانب ابن سريج، وقد ذكره ابن الأثير الجزري مجدداً بصفته أحد المتكلمين. وجعله محمد الطاهر بن عاشور مجدد القرن الرابع لعمله في تجديد علم الكلام. | [ 11 ] [ 13 ] [ 18 ]                    |
| أبو منصور الماتريدي | (توفي في سنة 333 هـ)              | عدَّهُ عبد المجيد بن طه الدهيبي الزعبي من المجددين لعمله على جمع مسائل التوحيد والعقيدة.                                                                                                | [ 19 ]                                  |
| أبو جعفر الطحاوي | (239 هـ - 321 هـ)                 | عدَّهُ ابن الأثير الجزري أحد المجددين على رأس المائة الثالثة بصفته أحد الفقهاء من أصحاب أبو حنيفة.                                                                                      | [ 11 ]                                  |
| الحسن بن سفيان | (توفي في سنة 303 هـ)              | عدَّهُ محمد شمس الدين الذهبي أحد المجددين على رأس المائة الثالثة. | [ 12 ]                                  |
| المقتدر بالله | (282 هـ - 320 هـ)                 | عدَّهُ ابن الأثير الجزري أحد المجددين على رأس المائة الثالثة بصفته أحد أُولي الأمر. | [ 11 ]                                  |
| أبو بكر الخلال | (235 هـ - 311 هـ)                 | عدَّهُ ابن الأثير الجزري أحد المجددين على رأس المائة الثالثة بصفته أحد الفقهاء من أصحاب أحمد بن حنبل.                                                                                   | [ 11 ]                                  |
| أحمد بن موسى | (245 هـ - 324 هـ)                 | عدَّهُ ابن الأثير الجزري أحد المجددين على رأس المائة الثالثة بصفته أحد القُرَّاء. | [ 11 ]                                  |
| أبو نعيم الأستراباذي | (242 هـ - 323 هـ)                 | عدَّهُ أبو سهل الصعلوكي أحد المجددين على رأس المائة الثالثة بصفته أحد الفقهاء. | [ 20 ]                                  |
| محمد بن يعقوب الرازي | (توفي في سنة 329 هـ)              | عدَّهُ ابن الأثير الجزري أحد المجددين على رأس المائة الثالثة بصفته أحد فقهاء الإمامية.                                                                                                  | [ 11 ]                                  |
| ابن أبي زيد القيرواني | (310 هـ - 386 هـ)                 | عدَّهُ محمد بن الحسن الثعالبي أحد المجددين بصفته أحد الفقهاء. | [ 21 ]                                  |
| ابن أبي زَمَنِين | (324 هـ - 399 هـ)                 | عدَّهُ محمد بن الحسن الثعالبي أحد المجددين بصفته أحد الفقهاء. | [ 22 ]                                  |
| الإمام البخاري | (194 هـ - 256 هـ)                 | عدَّهُ محمد الطاهر بن عاشور مجدد القرن الثالث بصفته أحد علماء الحديث. | [ 13 ]                                  |
| مجددو القرن الرابع |                                   | |                                         |
| الحاكم النيسابوري | (321 هـ - 403 هـ)                 | عدَّهُ ابن الأثير الجزري أحد المجددين على رأس المائة الرابعة بصفته أحد المحدثين. | [ 23 ]                                  |
| أبو بكر الباقلاني | (338 هـ - 402 هـ)                 | عدَّهُ ابن الأثير الجزري وجلال الدين السيوطي أحد المجددين على رأس المائة الرابعة بصفته أحد المتكلمين.                                                                                   | [ 11 ] [ 24 ]                           |
| أبو بكر بن فورك | (330 هـ - 406 هـ)                 | عدَّهُ ابن الأثير الجزري أحد المجددين على رأس المائة الرابعة بصفته أحد المتكلمين. | [ 23 ]                                  |
| أبو حامد الإسفرايني | (344 هـ - 406 هـ)                 | عدَّهُ ابن الأثير الجزري وجلال الدين السيوطي كأحد المجددين على رأس المائة الرابعة بصفته أحد الفقهاء من أصحاب الشافعي.                                                                   | [ 11 ] [ 24 ]                           |
| سهل | (توفي في سنة 404 هـ)              | عدَّهُ جلال الدين السيوطي ورجحه الذهبي أحد المجددين على رأس المائة الرابعة بصفته أحد الفقهاء.                                                                                           | [ 24 ] [ 25 ]                           |
| ابن حزم الأندلسي | (384 هـ - 456 هـ)                 | عدَّهُ محمد رشيد رضا أحد المجددين على رأس المائة الخامسة بصفته أحد الفقهاء والأصوليين.                                                                                                  | [ 26 ]                                  |
| أبو إسحاق الشيرازي | (393 هـ - 476 هـ)                 | عدَّهُ زين الدين العراقي أحد المجددين على رأس المائة الرابعة بصفته أحد الفقهاء. | [ 27 ]                                  |
| أبو المعالي الجويني | (419 هـ - 478 هـ)                 | عدَّهُ عبد السلام بن محمد بن عبد الكريم أحد المجددين بصفته أحد الفقهاء. | [ 28 ]                                  |
| القادر بالله | (336 هـ - 422 هـ)                 | عدَّهُ ابن الأثير الجزري أحد المجددين على رأس المائة الرابعة بصفته أحد أُولي الأمر. | [ 23 ]                                  |
| أبو بكر الخوارزمي | (توفي في سنة 403 هـ)              | عدَّهُ ابن الأثير الجزري أحد المجددين على رأس المائة الرابعة بصفته أحد الفقهاء من أصحاب أبي حنيفة.                                                                                      | [ 23 ] [ 29 ]                           |
| عبد الغني بن سعيد | (332 هـ - 409 هـ)                 | عدَّهُ محمد شمس الحق العظيم آبادي أحد المجددين على رأس المائة الرابعة بصفته أحد الحفاظ.                                                                                                 | [ 8 ]                                   |
| القاضي عبد الوهاب | (362 هـ - 422 هـ)                 | عدَّهُ ابن الأثير الجزري أحد المجددين على رأس المائة الرابعة بصفته أحد الفقهاء من أصحاب مالك.                                                                                           | [ 23 ]                                  |
| ابن حامد الحنبلي | (توفي في سنة 403 هـ)              | عدَّهُ ابن الأثير الجزري أحد المجددين على رأس المائة الرابعة بصفته أحد الفقهاء من أصحاب أحمد.                                                                                           | [ 23 ]                                  |
| الحمامي | (328 هـ - 417 هـ)                 | عدَّهُ ابن الأثير الجزري أحد المجددين على رأس المائة الرابعة بصفته أحد القُرَّاء. | [ 23 ]                                  |
| الدينوري | -                                 | عدَّهُ ابن الأثير الجزري أحد المجددين على رأس المائة الرابعة بصفته أحد الزُهاد. | [ 23 ]                                  |
| عبد الله بن محمد الهواري | (توفي في سنة 401 هـ)              | عدَّهُ محمد بن الحسن الثعالبي أحد المجددين بصفته أحد القضاة والزهاد. | [ 30 ]                                  |
| المرتضى الموسوي | (355 هـ - 436 هـ)                 | عدَّهُ ابن الأثير الجزري أحد المجددين على رأس المائة الرابعة بصفته فقهاء الإمامية. | [ 23 ]                                  |
| عبد الله بن ياسين الجزولي | (توفي في سنة 451 هـ)              | عدَّهُ محمد بن الحسن الثعالبي أحد المجددين ووصفه أنه مجدد الإسلام في إفريقيا الشمالية.                                                                                                  | [ 31 ]                                  |
| مجددو القرن الخامس |                                   | |                                         |
| أبو حامد الغزالي | (450 هـ - 505 هـ)                 | عدَّهُ ابن الأثير الجزري وجلال الدين السيوطي أحد المجددين على رأس المائة الخامسة بصفته أحد الفقهاء من أصحاب الشافعي.                                                                    | [ 24 ] [ 32 ]                           |
| صلاح الدين الأيوبي | (532 هـ - 589 هـ)                 | عدَّهُ محمد رشيد رضا من المجددين، وعدَّهُ عبد المجيد بن طه الدهيبي الزعبي من المجددين. | [ 19 ] [ 33 ]                           |
| المستظهر بالله | (470 هـ - 512 هـ)                 | عدَّهُ ابن الأثير الجزري أحد المجددين على رأس المائة الخامسة بصفته أحد أُولي الأمر. | [ 32 ]                                  |
| المسترشد بالله | (485 هـ - 529 هـ)                 | عدَّهُ أبو الحسن علي بن المسلم السُّلمي أحد المجددين على رأس المائة الخامسة بصفته أحد أُولي الأمر.                                                                                         | [ 34 ]                                  |
| أبو طاهر السلفي | (478 هـ - 576 هـ)                 | عدَّهُ زين الدين العراقي أحد المجددين على رأس المائة الخامسة بصفته أحد المحدثين. | [ 27 ]                                  |
| أبو الفرج بن الجوزي | (508 هـ - 597 هـ)                 | عدَّهُ فؤاد عبد المنعم من المجددين في مقدمة كتاب (لفتة الكبد إلى نصيحة الولد). | [ 35 ]                                  |
| عبد القادر الجيلاني | (471 هـ - 561 هـ)                 | عدَّهُ جمال الدين فالح الكيلاني من المجددين في كتابه جغرافية الباز الأشهب. | [ 19 ]                                  |
| أحمد الرفاعي | (512 هـ - 578 هـ)                 | عدَّهُ جمال الدين فالح الكيلاني وزياد حمد الصميدعي في كتابهم (الإمام أحمد الرفاعي المصلح المجدد)، وعدَّهُ كذلك عبد المجيد بن طه الدهيبي الزعبي من المجددين.                                | [ 19 ] [ 36 ]                           |
| المروزي | (توفي في سنة 512 هـ)              | عدَّهُ ابن الأثير الجزري أحد المجددين على رأس المائة الخامسة بصفته أحد الفقهاء من أصحاب أبي حنيفة.                                                                                      | [ 32 ]                                  |
| أبو الحسن الزاغوني | (455 هـ - 527 هـ)                 | عدَّهُ ابن الأثير الجزري أحد المجددين على رأس المائة الخامسة بصفته أحد الفقهاء من أصحاب أحمد بن حنبل.                                                                                   | [ 32 ]                                  |
| رزين بن معاوية | (توفي في سنة 535 هـ)              | عدَّهُ ابن الأثير الجزري أحد المجددين على رأس المائة الخامسة بصفته أحد المحدثين. | [ 32 ]                                  |
| أبو العز القلانسي | (435 هـ - 521 هـ)                 | عدَّهُ ابن الأثير الجزري أحد المجددين على رأس المائة الخامسة بصفته أحد القراء. | [ 32 ]                                  |
| محمود بن سُبُكْتِكِيْن | (360 هـ - 421 هـ)                 | جعله محمد الطاهر بن عاشور مجدد القرن الخامس بفتحه الهند وبسط نفوذ الإسلام بها. | [ 13 ]                                  |
| مجددو القرن السادس |                                   | |                                         |
| فخر الدين الرازي | (544 هـ - 606 هـ)                 | عدَّهُ جلال الدين السيوطي أحد المجددين على رأس المائة السادسة بصفته أحد الفقهاء. | [ 37 ]                                  |
| أبو القاسم الرافعي | (555 هـ - 623 هـ)                 | عدَّهُ جلال الدين السيوطي أحد المجددين على رأس المائة السادسة بصفته أحد الفقهاء. | [ 37 ]                                  |
| ابن الحاجب | (570 هـ - 646 هـ)                 | عدَّهُ سامح كُريِّم من المجددين في كتابه (أعلام التاريخ الإسلامي في مصر). | [ 38 ]                                  |
| عبد الغني المقدسي | (541 هـ - 600 هـ)                 | عدَّهُ الذهبي أحد المجددين على رأس المائة السادسة بصفته أحد علماء الحديث. | [ 12 ]                                  |
| العز بن عبد السلام | (577 هـ - 660 هـ)                 | عدَّهُ عبد السلام بن محمد بن عبد الكريم أحد المجددين بصفته أحد الفقهاء. | [ 39 ]                                  |
| محيي الدين النووي | (631 هـ - 676 هـ)                 | عدَّهُ زين الدين العراقي أحد المجددين على رأس السادسة الخامسة بصفته أحد المحدثين. | [ 27 ]                                  |
| الزمخشري | (467 هـ - 538 هـ)                 | لم يستبعد محمد الطاهر بن عاشور أن يكون الزمخشري مجدد القرن السادس. | [ 40 ]                                  |
| مجددو القرن السابع |                                   | |                                         |
| ابن دقيق العيد | (625 هـ - 702 هـ)                 | عدَّهُ الذهبي وجلال الدين السيوطي أحد المجددين على رأس المائة السابعة بصفته أحد الفقهاء.                                                                                                | [ 37 ]                                  |
| ابن عطاء الله السكندري | (658 هـ - 709 هـ)                 | عدَّهُ محي الدين الطعمي في كتابه (طبقات الشاذلية الكبرى). | [ 41 ]                                  |
| السلطان إسماعيل فرج | (677 هـ - 725 هـ)                 | عدَّهُ محمد الطاهر بن عاشور من المجددين. | [ 40 ]                                  |
| ابن تيمية | (661 هـ - 728 هـ)                 | عدَّهُ محمد رشيد رضا أحد المجددين على رأس المائة السابعة بصفته أحد الفقهاء. | [ 9 ]                                   |
| ابن قيم الجوزية | (691 هـ - 751 هـ)                 | عدَّهُ محمد رشيد رضا أحد المجددين على رأس المائة السابعة بصفته أحد الفقهاء. | [ 9 ]                                   |
| جمال الدين الإسنوي | (707 هـ - 772 هـ)                 | عدَّهُ زين الدين العراقي أحد المجددين على رأس المائة الثامنة بصفته أحد الفقهاء. | [ 27 ]                                  |
| أبو إسحاق الشاطبي | (توفي في سنة 790 هـ)              | عدَّهُ عبد السلام بن محمد بن عبد الكريم أحد المجددين بصفته أحد الفقهاء. | [ 42 ]                                  |
| مجددو القرن الثامن |                                   | |                                         |
| سراج الدين البلقيني | (724 هـ - 805 هـ)                 | عدَّهُ جلال الدين السيوطي أحد المجددين على رأس المائة الثامنة بصفته أحد الحفاظ. | [ 43 ] [ 44 ]                           |
| الحافظ زين الدين العراقي | (725 هـ - 806 هـ)                 | عدَّهُ جلال الدين السيوطي أحد المجددين على رأس المائة الثامنة بصفته أحد الحفاظ. | [ 43 ]                                  |
| ابن خلدون | (732 هـ - 808 هـ)                 | عدَّهُ علي عبد الواحد وافي من المجددين في كتابه (عبقريات ابن خلدون). | [ 45 ]                                  |
| محمد الفاتح | (835 هـ - 886 هـ)                 | عدَّهُ عبد المجيد بن طه الدهيبي الزعبي من المجددين. | [ 19 ]                                  |
| محمد بن يوسف السنوسي | (832 هـ - 895 هـ)                 | عدَّهُ الدكتور حفناوي بعلي من المجددين في مقال له بعنوان "العلامة ابن يوسف السنوسي التلمساني: خاتمة المحققين وعمدة المجددين".                                                           | [ 46 ] [ 47 ]                           |
| مجددو القرن التاسع |                                   | |                                         |
| جلال الدين السيوطي | (849 هـ - 911 هـ)                 | عدَّ نفسه أحد المجددين على رأس المائة التاسعة. | [ 43 ]                                  |
| زكريا الأنصاري | (823 هـ - 926 هـ)                 | عدَّه عبد القادر العيدروس وعبد الله بن عمر مخرمه (ت 972 هـ) أحد المجددين على رأس المائة التاسعة بصفته أحد الفقهاء.                                                                     | [ 48 ] [ 49 ]                           |
| محمد بن غازي المكناسي | (841 هـ - 919 هـ)                 | عدَّهُ محمد بن الحسن الثعالبي أحد المجددين بوصفه عالماً ومقاوماً للاحتلال الأجنبي. | [ 50 ]                                  |
| طاش كبري زاده | (901 هـ - 968 هـ)                 | اعتبره عليان الجالودي ورائد عكاشة وفتحي ملكاوي وماجد أبو غزالة في كتاب (التحولات الفكرية في العالم الإسلامي) من أبرز العلماء المجددين في الدولة العثمانية، بصفته أحد المؤرخين.       | [ 51 ]                                  |
| سليمان القانوني | (900 هـ - 974 هـ)                 | عدَّه ابن العماد الحنبلي صاحب كتاب "شذرات الذهب في أخبار من ذهب" أحد المجددين على رأس المائة العاشرة بصفته أحد أُولي الأمر.                                                             | [ 52 ]                                  |
| مجددو القرن العاشر |                                   | |                                         |
| شمس الدين الرملي | (919 هـ - 1004 هـ)                | عدَّه محمد بن فضل الله المحبي ومحمد بن أبي بكر الشلِّي (ت: 1093 هـ) ومحمد شمس الحق العظيم آبادي أحد المجددين على رأس المائة العاشرة بصفته أحد الفقهاء.                                   | [ 8 ] [ 53 ] [ 54 ]                     |
| ملا علي القاري | (توفي في سنة 1014 هـ)             | عدَّهُ محمد بن الحسن الثعالبي أحد المجددين على رأس الألف بصفته أحد الفقهاء. | [ 55 ]                                  |
| أحمد السرهندي | (971 هـ - 1034 هـ)                | عدَّهُ أبو الأعلى المودودي والنبهاني أحد المجددين على رأس المائة العاشرة بصفته أحد المصلحين.                                                                                            | [ 56 ] [ 57 ]                           |
| أحمد المنصور الذهبي | (956 هـ - 1012 هـ)                | عدَّهُ أبو عبد الله محمد القصار مفتي فاس أحد المجددين، بوصفه أحد الحكام. | [ 58 ]                                  |
| علي بن مطير | (950 هـ - 1041 هـ)                | عدَّهُ الجمال محمد بن عبد السلام النزيلي أحد المجددين على رأس المائة العاشرة بصفته أحد الفقهاء.                                                                                         | [ 60 ]                                  |
| عبد الملك بن دعسين | (952 هـ - 1006 هـ)                | عدَّهُ عبد القادر بن شيخ أحد المجددين على رأس المائة العاشرة بصفته أحد الفقهاء. | [ 60 ]                                  |
| محمد البهنسي | -                                 | عدَّهُ عبد القادر بن شيخ أحد المجددين على رأس المائة العاشرة بصفته أحد الفقهاء. | [ 60 ]                                  |
| محمد بن محمود الونكري (بَغْيُع التنبكتي) | (930 هـ - 1002 هـ)                | عدَّهُ أحمد بابا السوداني أحد المجددين على رأس المائة العاشرة بصفته أحد الفقهاء المالكيين، ونقل عبد الله بن الصديق الغماري ذلك أيضاً.                                                    | [ 63 ] [ 64 ]                           |
| عيسى بن عبد الرحمن السكتاني | (توفي في سنة 1062 هـ)             | عده تلميذه محمد بن محمد بن سليمان أحد المجددين ونقل محمد بن فضل الله المحبي ذلك، بوصفه أحد الفقهاء.                                                                                  | [ 65 ] [ 66 ]                           |
| مجددو القرن الحادي عشر |                                   | |                                         |
| إبراهيم الكوراني | (1025 هـ - 1101 هـ)               | عدَّه محمد شمس الحق العظيم آبادي أحد المجددين على رأس المائة الحادية عشرة. | [ 8 ]                                   |
| عبد الله بن علوي الحداد | (1044 هـ - 1132 هـ)               | عدَّهُ الدكتور مصطفى حسن البدوي من المجددين في كتابه (الإمام الحداد: مجدد القرن الثاني عشر الهجري).                                                                                     | [ 67 ] [ 68 ]                           |
| محمد بن عبد الباقي الزرقاني | (1055 هـ - 1122 هـ)               | عدَّهُ الشهاب المرجاني من مجددي المائة الحادية عشر من المالكية. | [ 69 ]                                  |
| ولي الله الدهلوي | (1114 هـ - 1176 هـ)               | عدَّهُ أبو الأعلى المودودي أحد المجددين بصفته أحد المصلحين. | [ 70 ] [ 71 ]                           |
| الحسن اليوسي | (1040 هـ - 1102 هـ)               | عدَّهُ محمد بن الحسن الثعالبي أحد المجددين على رأس المائة الحادية عشرة بصفته أحد الفقهاء.                                                                                               | [ 72 ]                                  |
| محمد بن إسماعيل الصنعاني | (1099 هـ - 1182 هـ)               | عدَّهُ ابنه إبراهيم بن محمد الصنعاني أحد المجددين على رأس المائة الثانية عشرة. | [ 73 ]                                  |
| مجددو القرن الثاني عشر |                                   | |                                         |
| مرتضى الزبيدي | (1145 هـ - 1205 هـ)               | عدَّهُ محمد شمس الحق العظيم آبادي أحد المجددين على رأس المائة الثانية عشرة. | [ 8 ] [ 74 ] [ 75 ]                     |
| محمد بن عبد الوهاب | (1115 هـ - 1206 هـ)               | عده محمد رشيد رضا وصالح الفوزان مجدداً على رأس المائة الثانية عشرة بصفته أحد الفقهاء والمصلحين.                                                                                       | [ 9 ] [ 76 ]                            |
| صالح بن محمد الفلاني | (1166 هـ - 1218 هـ)               | عدَّهُ محمد شمس الحق العظيم آبادي أحد المجددين على رأس المائة الثانية عشرة. | [ 8 ]                                   |
| أحمد بن عجيبة | (1160 – 1224هـ)                   | عدَّهُ حسن عزوزي ومصطفى الحكيم من المجددين. | [ 77 ] [ 78 ]                           |
| عثمان دان فوديو | (1169 هـ - 1232 هـ)               | يعده علماء بلاد السودان أحد المجددين بصفته أحد الدعاة والمصلحين. | [ 79 ] [ 80 ] [ 81 ] [ 82 ]             |
| عد أبو الأعلى المودودي: إسماعيل الدهلوي وأحمد البربلوي مجددان بجانب بعضهما البعض بصفتهما مصلحين ومجاهدين، واعتبر المودودي عملهما التجديدي تتمة لعمل ولي الله الدهلوي التجديدي. |                                   | |                                         |
| الشوكاني | (1173 هـ - 1255 هـ)               | عدَّهُ عبد الرحمن بن يحيى الآنسي الصنعاني ومحمد رشيد رضا أحد المجددين على رأس المائة الثانية عشر.                                                                                       | [ 26 ] [ 84 ]                           |
| حسن العطار | (1180 هـ - 1250 هـ)               | عدَّهُ محمود حمدي زقزوق من المجددين في كتابه (الفكر الديني وقضايا العصر). | [ 85 ]                                  |
| رفاعة الطهطاوي | (1216 هـ - 1290 هـ)               | عدَّهُ محمود حمدي زقزوق من المجددين في كتابه (الفكر الديني وقضايا العصر). | [ 85 ]                                  |
| مجددو القرن الثالث عشر |                                   | |                                         |
| نذير حسين الدهلوي | (1220 هـ - 1320 هـ)               | عدَّهُ محمد شمس الحق العظيم آبادي أحد المجددين على رأس المائة الثالثة عشرة. | [ 8 ]                                   |
| حسين الأنصاري | (1225 هـ - 1327 هـ)               | عدَّهُ محمد شمس الحق العظيم آبادي أحد المجددين على رأس المائة الثالثة عشرة. | [ 8 ]                                   |
| صديق حسن خان | (1248 هـ - 1307 هـ)               | عدَّهُ محمد شمس الحق العظيم آبادي ومحمد رشيد رضا أحد المجددين على رأس المائة الثالثة عشرة.                                                                                              | [ 8 ] [ 9 ]                             |
| أبو عبد الله محمد بن المدني جنون | (توفي في سنة 1302 هـ)             | عدَّهُ محمد بن الحسن الثعالبي أحد المجددين بوصفه أحد الفقهاء. | [ 86 ]                                  |
| محمد عبده | (1266 هـ - 1323 هـ)               | عدَّهُ محمد رشيد رضا وعباس محمود العقاد أحد المجددين. | [ 87 ] [ 88 ]                           |
| عبد الرحمن الكواكبي | (1270 هـ - 1319 هـ)               | عدَّهُ محمد عمارة في كتابه من المجددين. | [ 89 ]                                  |
| بديع الزمان سعيد النورسي | (1293 هـ - 1379 هـ)               | عدَّهُ أحمد خالد شكري من المجددين. | [ 90 ] [ 91 ]                           |
| محمد ماضي أبو العزائم | (1286 هـ - 1356 هـ)               | عدَّهُ فوزي محمد أبو زيد من المجددين. | [ 92 ]                                  |
| محمد إقبال | (1294 هـ - 1357 هـ)               | عدَّهُ توفيق الحكيم ومحمود حمدي زقزوق من المجددين. | [ 85 ] [ 93 ]                           |
| محمد زاهد الكوثري | (1296 هـ - 1371 هـ)               | عدَّهُ محمد أبو زهرة من المجددين. | [ 94 ] [ 95 ]                           |
| محمد الطاهر بن عاشور | (1296 هـ - 1393 هـ)               | عدَّهُ فتحي حسن ملكاوي من المجددين في كتابه (الشيخ محمد الطاهر ابن عاشور وقضايا الإصلاح والتجديد).                                                                                      | [ 96 ] [ 97 ]                           |
| محمد مصطفى المراغي | (1298 هـ - 1364 هـ)               | عدَّهُ محمود حمدي زقزوق من المجددين. | [ 85 ]                                  |
| مصطفى عبد الرازق | (1304 هـ - 1366 هـ)               | اعتبره محمد السني في كتابه (الثورة وبريق الحرية) مجدد للفلسفة الإسلامية في العصر الحديث.                                                                                             | [ 98 ]                                  |
| عباس محمود العقاد | (1306 هـ - 1383 هـ)               | عدَّهُ فؤاد صالح السيد في كتابه (أعظم الأحداث المعاصرة) من المجددين في الشعر العربي، ومن أئمة المجددين في كتابة التراجم والسير.                                                         | [ 99 ]                                  |
| محمود شلتوت | (1310 هـ - 1383 هـ)               | عدَّهُ محمود حمدي زقزوق ومحمد رجب البيومي من المجددين. | [ 85 ] [ 100 ]                          |
| محمد أبو زهرة | (1315 هـ - 1394 هـ)               | عدَّهُ خالد فهمي إبراهيم وأبوالحسن الجمّال من المجددين في كتابهما (مآذن من بشر... أعلام معاصرون).                                                                                        | [ 101 ]                                 |
| مالك بن نبي | (1323 هـ - 1393 هـ)               | عدَّهُ محمود حمدي زقزوق من المجددين. | [ 85 ]                                  |
| عبد الحليم محمود | (1328 هـ - 1397 هـ)               | عدَّهُ محمد حلمي خالد من المجددين. | [ 102 ]                                 |
| تقي الدين النبهاني | (1332 هـ - 1398 هـ)               | عدَّهُ محمد بن عبد الله المسعري وعطاء بن خليل أبو الرشتة ومهنا حمد المهنا من المجددين.                                                                                                  | [ 103 ] [ 104 ] [ 105 ] [ 106 ] [ 107 ] |
| مجددو القرن الرابع عشر |                                   | |                                         |
| ناصر الدين الألباني | (1333 هـ -1420 هـ)                | عدَّهُ عبد العزيز بن عبد الله ابن باز أحد المجددين. | [ 108 ]                                 |
| محمد الغزالي | (1335 هـ - 1416 هـ)               | عدَّهُ لمعي المطيعي وثروت الخرباوي من المجددين. | [ 109 ] [ 110 ]                         |
| محمد متولي الشعراوي | (1329 هـ - 1419 هـ)               | عدَّهُ أحمد عمر هاشم أحد المجددين. | [ 111 ] [ 112 ]                         |

## هوامش
- أ يقول محمد رشيد رضا في مجلة المنار: «وظهر مجددون آخرون في كل قرن، كان تجديدهم خاصًّا انحصر في قطر أو شعب، أو موضع كبير أو صغير، كأبي إسحاق الشاطبي صاحب الموافقات والاعتصام في الأندلس، وولي الله الدهلوي والسيد محمد صديق خان في الهند، والمولى محمد بن بير علي البركوي في الترك، والشيخ محمد بن عبد الوهاب في نجد، والمقبلي والشوكاني وابن الوزير في اليمن.

وهنالك مجددون آخرون للجهاد الحربي بالدفاع عن الإسلام، أو تجديد ملكه وفتح البلاد له، وإقامة أركان العمران فيه، وهم كثيرون في الشرق والغرب والوسط، ورجاله معروفون، كبعض خلفاء العباسيين والأمويين، ومنهم من جمع بين أنواع من التجديد كالسلطان صلاح الدين الأيوبي الذي كسر جيوش الصليبيين من شعوب الإفرنج المتحدة، وأجلاهم عن البلاد الإسلامية المقدسة وغيرها، وأزال دولة ملاحدة العبيديين الباطنية من البلاد المصرية، وكذلك فتح الترك لكثير من ممالك أوربة، عُرف فيها مجد الإسلام.
وكان يظهر في هذه الدول المتفرقة مجددون متفرقون في العلم كما تقدم، وفي الإدارة والعمران كمحمد علي باشا بمصر، وفي الحرب كالأمير عبد القادر في الجزائر، ويعقوب بك في تركستان الصينية، وفي السياسة كمصطفى رشيد باشا، وعالي باشا وفؤاد باشا في الترك وخير الدين باشا في تونس، وفي إرشاد العامة والبدو للدين والدنيا كالسيد السنوسي.» وعد أيضاً محمد عبده وجمال الدين الأفغاني مجددين كذلك.